# Crotalus durissus
Tên thông thường (tiếng Anh): South American rattlesnake, tropical rattlesnake, 
Crotalus durissus là một loài rắn trong họ Rắn lục. Loài này được Linnaeus mô tả khoa học đầu tiên năm 1758. Được tìm thấy ở Nam Mỹ. Nó là loài phân bố rộng nhất trong chi Crotalus.

## Mô tả
Chúng có thể đạt chiều dài tới 1,5 m (4,9 ft), và chiều dài tối đa hiếm thấy là 1,9 m (6,2 ft).

## Tên thông thường
Tên thông thường của loài này bao gồm: tiếng Anh: South American rattlesnake, tropical rattlesnake, neotropical rattlesnake, Guiana rattlesnake (trước đây được dùng cho C. d. dryinus). và tiếng Tây Ban Nha: víbora de cascabel, cascabel, cascabela, và cascavel. Ở Suriname tên nó là Sakasneki.

## Hình ảnh

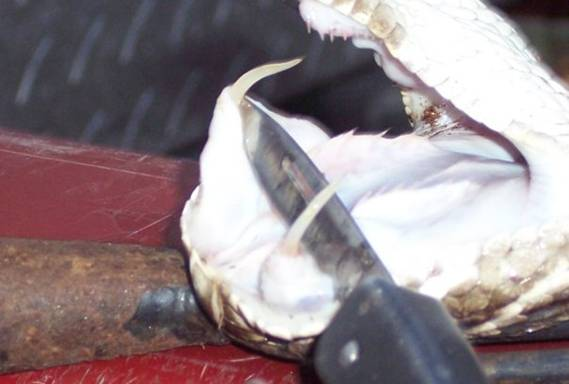
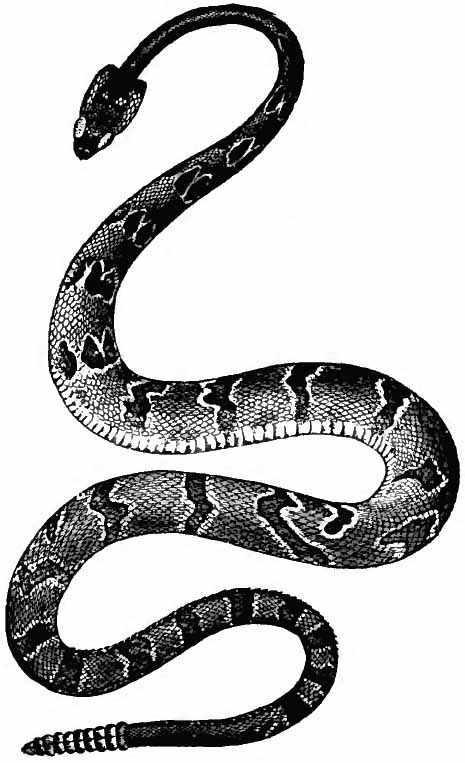
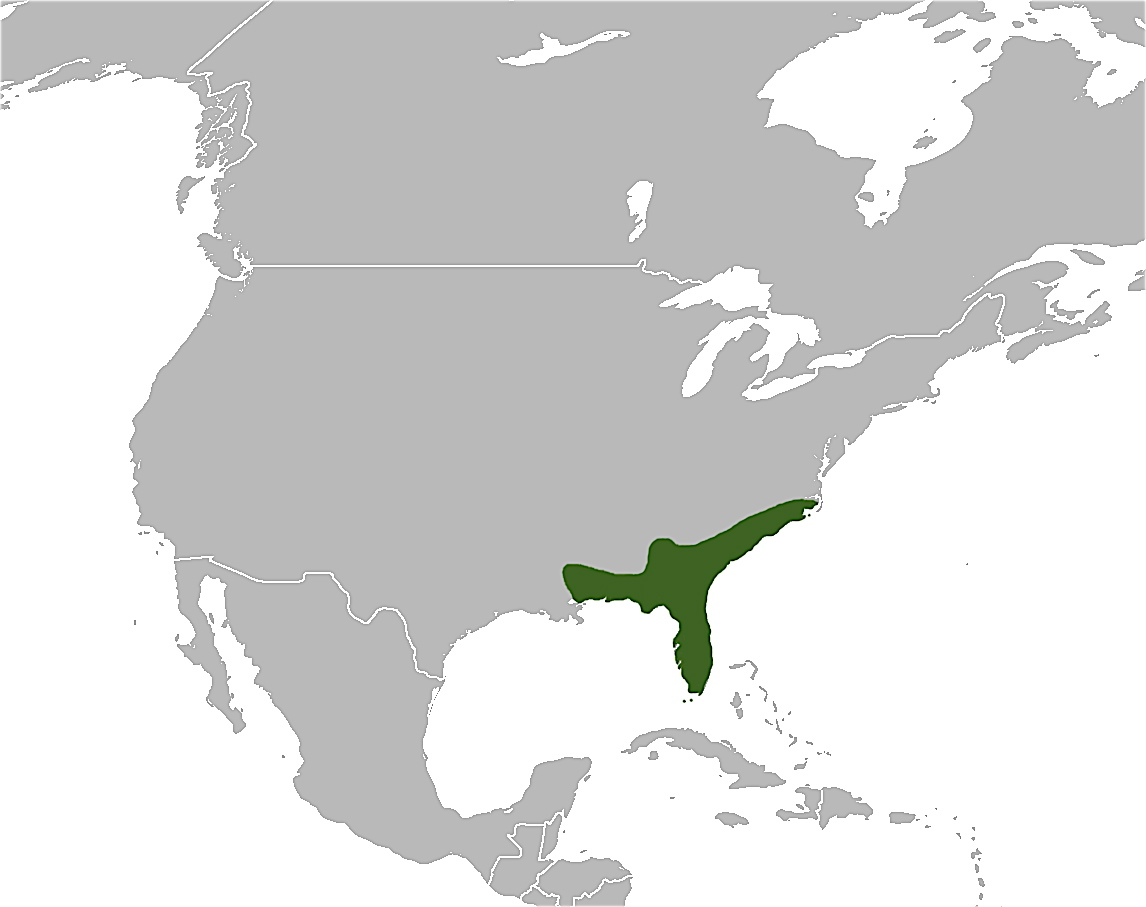
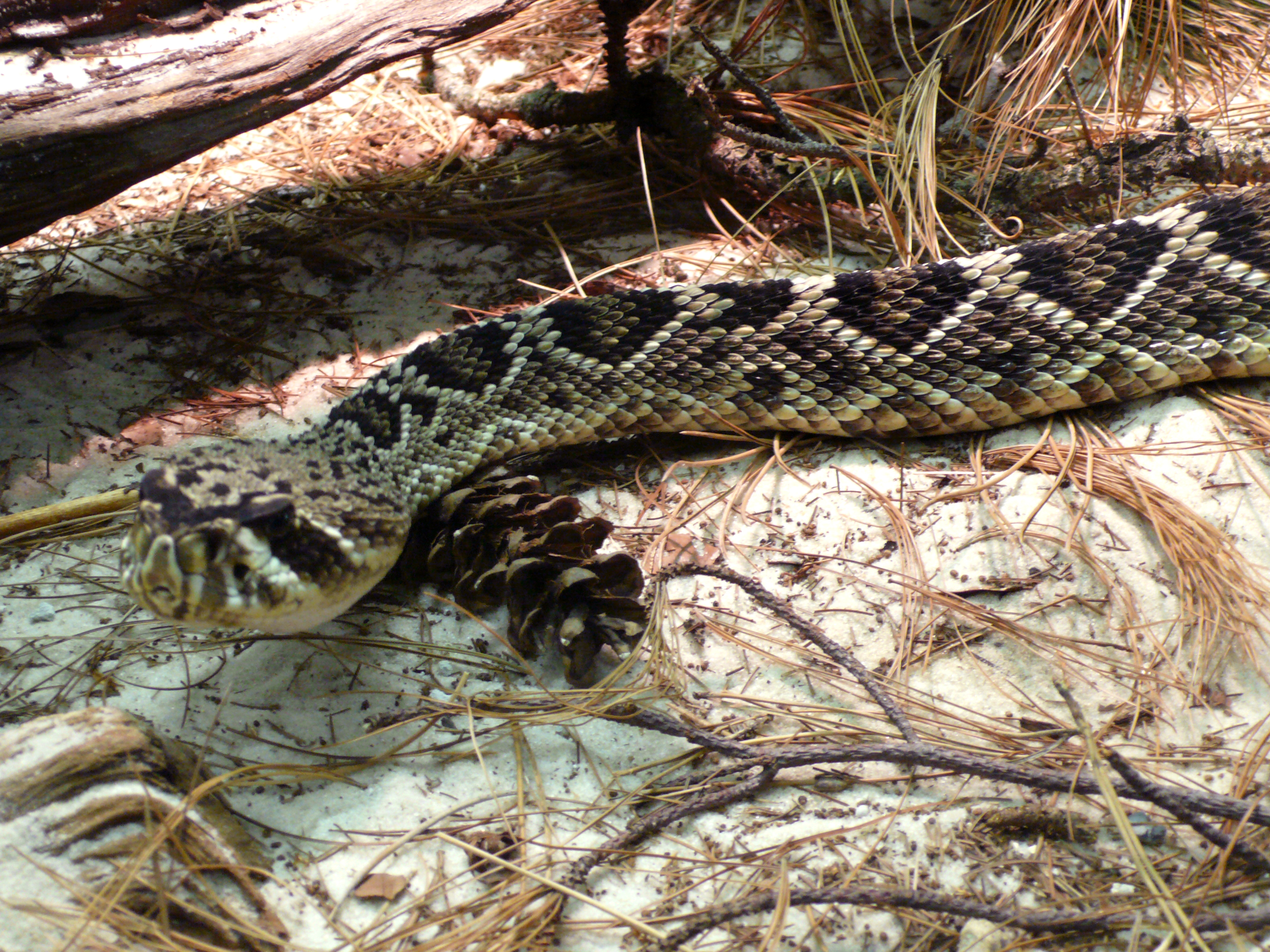

## Nọc độc
Các triệu chứng của vết cắn rất khác với các triệu chứng của các loài Nearctic do sự hiện diện của độc tố thần kinh (crotoxin và crotamine) gây tê liệt tiến triển. Vết cắn từ Crotalus durissus đặc biệt, trường hợp này có thể dẫn đến suy giảm thị lực hoặc mù hoàn toàn, rối loạn thính giác, rối loạn thính giác, tê liệt các cơ ngoại vi, đặc biệt là cổ, trở nên mềm nhũn như bị gãy, và cuối cùng là liệt hô hấp đe dọa tính mạng. Các rối loạn về mắt đôi khi dẫn đến mù vĩnh viễn. Độc tố thần kinh Phospholipase A2 cũng gây tổn thương cơ xương và có thể cả tim, gây đau nhức toàn thân, đau nhức và ê ẩm. Myoglobin phóng thích vào máu dẫn đến nước tiểu sẫm màu. Các biến chứng nghiêm trọng khác có thể do rối loạn toàn thân (máu không đông và chảy máu tự phát nói chung), hạ huyết áp và sốc. Nọc độc có thể có xuất huyết, nhưng bất kỳ tác động nào tương ứng đều bị lu mờ hoàn toàn bởi các triệu chứng ngộ độc thần kinh nghiêm trọng và gây giật mình. Giá trị LD50 là 0,047 mg / kg (IV), 0,0478 mg / kg (SC), 0,048 mg/kg (IP) và 1,4